# ГАЕС Shísānlíng
ГАЕС Shísānlíng (十三陵水电站) — гідроакумулювальна електростанція на сході Китаю у адміністративно-територіальній одиниці Пекін. 
Резервуари станції розташовані у гірському масиві, який формує північну межу міста Пекін, в лівобережній частині сточища річки Wenyu (права притока Чаобай, котра впадає до Бохайської затоки на північній околиці Тяньцзіня). При цьому як нижній резервуар використали водосховище Shísānlíng, споруджене у 1958 році на Dōngshāhé (притока Wenyu) за допомогою земляної греблі висотою 29 метрів та довжиною 627 метрів. Ця водойма має об’єм у 81 млн м3, з яких 51,5 млн м3 призначені для протиповеневих заходів.
Верхній резервуар створили на вершині гори за допомогою двох кам’яно-накидних споруд із бетонним облицюванням – головної висотою 75 метрів, довжиною 550 метрів та шириною по гребеню 10 метрів і допоміжної висотою 13 метрів, довжиною 187 метрів та шириною по гребеню 10 метрів. Вони утримують водосховище з об’ємом 4,5 млн м3 (корисний об’єм 4,2 млн м3) та коливанням рівня поверхні у операційному режимі між позначками 531 та 566 метрів НРМ.
Розташовані на відстані 2 км один від одного резервуари з’єднані між собою та з розташованим між ними машинним залом за допомогою двох тунельних трас. Сам зал споруджений у підземному виконанні та має розміри 145х23 метра при висоті 47 метрів, а доступ до нього персоналу здійснюється по тунелю довжиною 1,1 км.
Основне обладнання станції становлять чотири оборотні турбіни типу Френсіс потужністю по 200 МВт, які використовують напір від 430 до 473 метрів та забезпечують підйом на висоту від 440 до 490 метрів. Станція має проектну річну виробітку 1246 млн кВт-год електроенергії.
Зв’язок із енергосистемою відбувається по ЛЕП, розрахованій на роботу під напругою 220 кВ.